# Cielepała
Cielepała – polski herb szlachecki.

## Opis herbu
W polu barwy nieznanej pień o trzech korzeniach, dwóch sękach i dwóch liściach. Tak wyglądała pierwotna, średniowieczna wersja tego herbu. Później, w XVI wieku przedstawiano herb bez korzeni i liści. Szymański podaje za prawdopodobne, że herb ten był pierwowzorem Nieczui. Dodatkowo świadczy za tym fakt, że jedna z obocznych nazw Nieczui to Cielepele.

## Najwcześniejsze wzmianki
Herb znany w średniowieczu.

## Herbowni
Cebulka.